# ザフィマニリ
ザフィマニリ（Zafimaniry）とは、マダガスカル中央高地に存在する一地方、またはそこに住む人々。
標高600-1800 mに位置し、その間に点在する数百の村々は開発から取り残され、電話も電気も車も存在しない。
アフリカ各地にみられるように木彫りが盛んであるが、特に幾何学模様を配した抽象的な文様を彫るとして民俗学者から注目を集めている。文様の主な意匠は21種類あり、「八角形の星形は家族の結束」、「波型は忍耐力」などそれぞれに固有の意味がある。

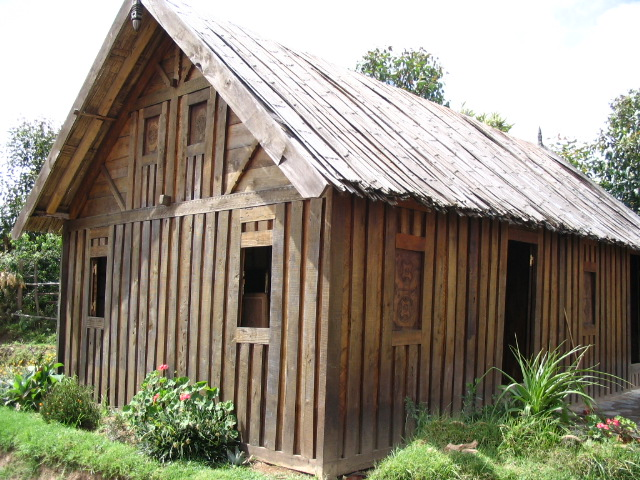
伝統的なザフィマニリの木の家
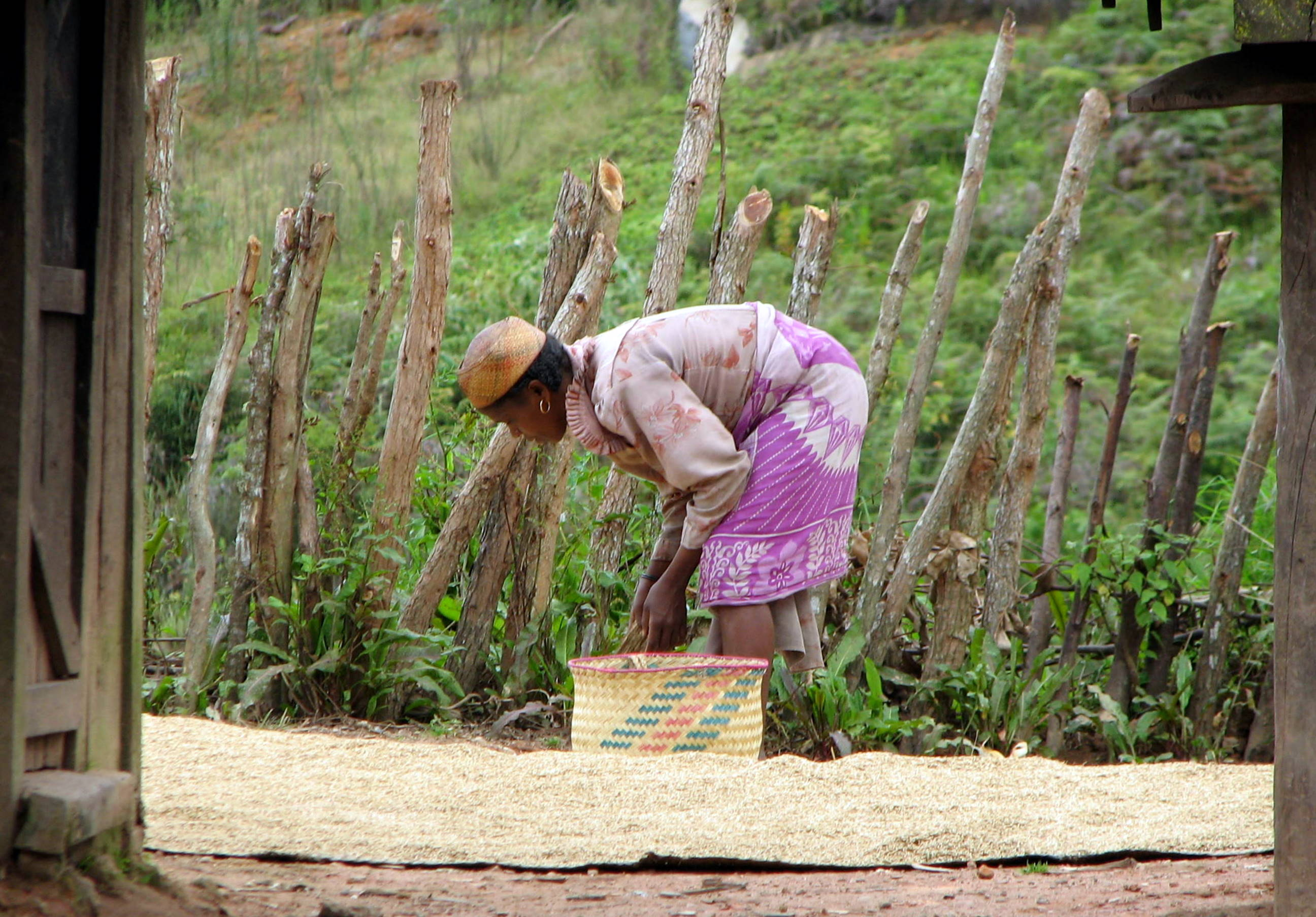
ザフィマニリの女性が米を乾かしている風景